# 张士超你到底把我家钥匙放哪里了
《张士超你到底把我家钥匙放哪里了？》，全称《张士超你昨天晚上到底把我家钥匙放在哪里了？》，是由上海彩虹室内合唱团于2016年1月在“双城记 - 崔薇金承志作品专场”上演唱的一首返场曲目。因调皮的歌词与严肃的曲风形成强烈的对比而走红网络，被网友称作“2016年第一首神曲”。

## 梗概
《张士超你到底把我家钥匙放哪里了》由上海彩虹室内合唱团的指挥金承志一人编曲作词，耗时三个小时左右，是金承志于2015年11月为“双城记 - 崔薇金承志作品专场”专门写的一个“不正经”的返场曲、小品曲目、调剂品。全曲采用了男女八声部合唱，在表演中主要伴奏乐器是钢琴、非洲鼓、手鼓以及由每名合唱者演奏的卡祖笛。在本歌曲的副歌“不用麻烦了”部分致敬了周杰伦的《牛仔很忙》。曲谱上记载的英文歌名《Where did you sleep last night mother-fucker?》也参照了涅槃乐队1993年演唱过的《昨夜你睡在哪里》。
该曲讲述的是在2012年的一个秋天雨夜，自己回家时发现忘带钥匙，而室友张士超因为陪朋友，即曲中提到的“华师大的姑娘”，而拒绝回来给自己开门，使得自己在雨夜中挨冻。歌曲中的主角张士超在现实中确有其人，他是作者金承志大学时期的挚友，而这首歌曲中发生的事情据张士超回忆其实是两件事。

## 演出与走红
2016年1月9日，上海彩虹室内合唱团在上海音乐学院的贺绿汀音乐厅举办了“双城记 - 崔薇金承志作品专场”，《张士超你到底把我家钥匙放哪里了》作为全场的返场曲目由合唱团表演。此外，该音乐会上同由金承志创作的部分曲目使用温州话演唱，此举在国内的合唱作品中尚属首次。
歌曲在演出后被合唱团放到了微信上，并在一周之内开始受到热捧，后被传到新浪微博上受到了更广泛的传播；而之后在网易云音乐、微博音乐等网络音乐平台上迅速蹿红。而作为作品中实名出现的张士超在该歌曲意外走红后其生活被影响和干扰，作为创作者的金承志在各个采访中都表示了歉意。合唱团也希望大家在关注这首歌之余也多关注更严肃的作品。2016年4月9日，彩虹室内合唱团在中山公园音乐堂演出，观众在合唱团演唱《张士超你昨天晚上到底把我家钥匙放在哪里了》期间表现出强烈反应，而在之前的其他作品演出期间反应平淡。彩虹团2016年6月4日在东方艺术中心的演出也以“张士超你到底把我家钥匙放在哪里了”为题。
此外，该歌曲在爆红后也出现了一些重新填词的改编版本，如基于VOCALOID改编、调侃2016年央视春晚节目组不邀请六小龄童一事的《某晚会你到底把我们大圣放哪儿了》。

## 评论
乐评人顾超评论该歌曲称，该曲内容不用于在一般合唱作品居多的古典、严肃内容，在题材、形式、技法上都接近大众审美，通俗、易打动人。国家大剧院合唱团助理指挥焦淼认为，该曲是一首很有个性的作品，打破了大众对中国合唱的固有印象，拉近大众与合唱艺术的距离。音乐美学博士喻宇则称该曲的尝试有益于古典艺术的推广。
此外，歌中提到的五角场与华东师范大学闵行校区距离甚远，《中国青年报》在对大学新校区过于偏远这一问题的讨论中也提到了这首歌曲。2016年1月26日《人民日报》也曾评价过这首歌曲，认为这个组合虽然搞笑，但表演却不恶搞，对此曲予以肯定评价。
在接受新京报采访时金承志曾谈到“虽然（流行）是一阵一阵的，但如果有人能通过这首歌喜欢古典音乐，对我们都是一件好事。我们也不是在做流行乐，我们主要还是在做古典音乐，只是偶尔写了一首比较流行的作品”。